# Jean-Marie Lopez
Pour les articles homonymes, voir López.
Jean-Marie Lopez est un astronome amateur français.
Le Centre des planètes mineures le crédite de la découverte de quatre astéroïdes, toutes effectuées en 2008 avec la collaboration de Cyril Cavadore ou de Christophe Demeautis.
| (269243) Charbonnel | 27 août 2008 |
| (295473) Cochard    | 27 août 2008 |
| (369623) 2011 DY5   | 30 août 2008 |
| (378721) Thizy      | 27 août 2008 |